# Slippery When Wet: The Videos
Albums de Bon Jovi
Breakout: Video Singles
(1985) New Jersey: The Videos
(1989)
Slippery When Wet: The Videos est une compilation présentant toutes les vidéos du troisième album de Bon Jovi, Slippery When Wet, ainsi que des interviews et des vidéos de coulisses.

## Liste des titres
1. Wild in the Streets
2. Livin' on a Prayer (Live aux MTV Awards de 1987)
3. You Give Love a Bad Name
4. Never Say Goodbye
5. Livin' on a Prayer
6. Wanted Dead or Alive